# Hermann Ernst Freund
Hermann Ernst Freund (født 15. oktober 1786 i Uthlede ved Bremen, død 30. juni 1840) var billedhugger.

## Starten
Hermann Freund var af tysk oprindelse, søn af en hannoveransk dyrlæge, Julius Conrad Freund, og Catharine Elisabeth født v. Würden. Moderen havde en broder, som var klejnsmed i København; hos ham blev Hermann Freund, ligesom hans ældre broder, sat i lære i en alder af 17-18 år. Det var dog først 1807, da han under det engelske overfald gjorde tjeneste som artillerist ved Københavns belejring og derved også kom til at gøre fjendtlig front mod sine landsmænd, hannoveranerne, at han i sind og karakter helt sluttede sig til Danmark; dansk indfødsret blev ham bevilget 1811. Imidlertid havde han uddannet sig til fuldkommenhed i smedehåndværket og gav sig af med gravering; efter at have gennemgået Kunstakademiets lavere skoler begyndte han også at uddanne sig som medaljør under vejledning af Johannes Conradsen. Da hans mangesidige evner vakte opmærksomhed, ville arkitekten C.F. Hansen, den almægtige mand i vor daværende kunstverden, anvende ham som stukkatør ved arbejdet på det nye Christiansborg. Men Freund ville ikke gå ind herpå; han ville have tiden til sin rådighed for at uddanne sig til billedhugger eller, hvis det ikke skulle lykkes, blive medaljør. Dette fandt Hansen noget fordringsfuldt og lod den elskværdige bemærkning falde, at når Freund havde sultet nogle gange og i denne tilstand havde tænkt videre over sagen, kunne de jo atter tales ved. Den indbyrdes misstemning mellem de to mænd, der allerede blev sagt under denne irriterede samtale, groede siden op og fik uheldsvangre følger for hele Freunds øvrige liv. Det varede ikke mange år, før Hansen virkelig blev nødt til at sætte Freund i arbejde som billedhugger; men han undlod blot at betale ham.

## Modgang og første præmie
I årenes løb udførte Freund flere medaljestempler og blev så fortrolig med Møntvæsenets teknik, at Finanskollegiet 1813 sendte ham til Kongsberg for at lede en forandring af møntmaskinerne. Men han måtte arbejde sig tungt frem, for en stor del som autodidakt; en statue (Eurydice), som han havde modelleret, og som både han selv og andre ventede sig meget af, styrtede ned, før den havde fået form; hans nederlag ved Akademiets guldmedaljekonkurrencer voldte ham også et par gange skuffelser. Men endelig vandt han i efteråret 1817 den store guldmedalje for et relief af Abraham, som forviser Hagar, et besynderlig uslebent arbejde, men påfaldende ved en egen jætteagtig storladenhed i figurernes stil. Med medaljen fulgte et rejsestipendium for 3 år. Freund tiltrådte rejsen så snart som muligt, besøgte først sit barndomshjem og sine forældre, derpå sine brødre, dygtige mænd, af hvilke den ene var møntmester i Altona, den anden havde en maskinfabrik i Berlin; her tilbragte Freund vintermånederne i vækkende og oplivende omgang. I foråret 1818 var han allerede i Italien og gjorde kortere ophold i Venedig og Florents. Det fortjener opmærksomhed, at han blev stærkt grebet ved synet af Michelangelos storværker i San Lorenzo i Firenze, fordi det ellers i denne periode var kætteri at beundre Michelangelo.

## Mødet med Thorvaldsen i Rom
I april kom Freund til Rom og søgte naturligvis straks til Bertel Thorvaldsen, som netop på denne tid modellerede sin Mercur Arkiveret 28. september 2007 hos  Wayback Machine, det værk, hvormed han betrådte den højeste tinde af sin kunstneriske udvikling. Freund var den første billedhugger, som blev sendt til Thorvaldsen fra Danmark, og jævn og vennesæl, som Thorvaldsen var, uagtet han snart betragtedes mere som en Gud end som et menneske, modtog han sin unge landsmand broderlig, gav ham plads i sine værksteder og optog ham endog kort efter som ven i sin bolig. Han rettede ham godmodig under hans arbejde, hvad Freund selv følte, at han trængte til; thi han var, efter hans egne ord, endnu rå som Kunstner, lig en Sten med skarpe og hårde Kanter, der skulde blødgøres ved Thorvaldsens påvirkning, når man blot ikke rørte ved Kærnen. Men Thorvaldsen agtede denne kerne; han roste også Freund, således at man i hans ord fornemmer den sande sympati og forståelse. Da Freund udførte et af sine første arbejder i marmor og måtte døje skuldertræk og smil af værkstedets øvede marmorarbejdere for sin mangel på rutine, sagde Thorvaldsen, at han netop var tilfreds: i de andres arbejder mærkede man stenhuggeren, men hos Freund billedhuggeren; de andres var gjort med Jernet, men hans med Hjernen.

## Arbejdet i Rom
Det første arbejde, som Freund tog fat på i Rom, var en statue af en ganske ung hyrdepige, Chloe Arkiveret 10. juni 2007 hos  Wayback Machine” der holder et lam på skødet og lader det drikke af en skål, et naivt idyllisk livsbillede i antik stil. Derefter genoptog han sin tidligere idé til en Eurydice og udførte en stående Mercur i streng antik Stil. Til hans tidligste romerske arbejder hører også to portrætbuster af hans venner maleren Christian Albrecht Jensen og digteren B. S. Ingemann; under hans ophold i Rom kom senere et par buster til, af digteren Friedrich Leopold Stolberg og den tyske billedhugger J. M. Wagner. Alle disse buster er højst betydelige arbejder, især Wagners. I overlegen lethed i behandlingen stå de tilbage for Thorvaldsens portrætbuster, de vidner endog snarere om en næsten besværlig grundighed i arbejdet. Men den individuelle karakter er gengivet med virkelig monumental storhed og lysende plastisk klarhed og tillige med et gennemtrængende blik for dens liv i enkelthederne. Grundlaget for opfattelsen er den græske portrætstil; men den er her forenet med en skarp og djærv realisme, som er i slægt med Donatellos eller Dürers. Det er en plastik, som har næb og kløer. Her, som i alle sine arbejder, går Freund ud på at give, hvad man i form og udtryk kan kalde kernen i sagen; ved Behandlingen af overfladen var han -- som de fleste jævnaldrende billedhuggere – en afgjort modstander af Canovas glatte delikatesse og overhovedet af al stræben efter at opfatte legemet fra den stoflige side, at fremkalde et illusorisk indtryk af kødets blødhed og ”morbidezza”. Han gik endog videre end Thorvaldsen til den modsatte side, så at man i hans arbejders strengt behandlede overflade unægtelig ikke ganske glemmer materialets, marmorets eller bronzens, hårdhed og kulde

## Skibbrud
Det manglede ikke på anerkendelse af Freunds evner; men han kunde alligevel ikke ret få vind i sejlene og led desuden snart en alvorlig skuffelse. Ved genopførelsen af Frue Kirke i København havde man påtænkt at lade udføre 12 apostelfigurer til nicher i kirkens indre; oprindelig ville man have dem fra Thorvaldsen og lod hans venner i private breve berøre opgaven for ham. Men man fik ikke et ord til svar, og man måtte gå varsomt til værks, da hans hurtig stigende berømmelse let kunne blive for dyr at honorere. Så overdrog man arbejdet til Freund endnu inden hans afrejse fra Danmark, og uagtet Freund ikke fik egentligt brev på bestillingen, betragtede han dog det givne tilsagn som sin væsentligste økonomiske støtte under opholdet i Rom. Han gav sig snart til at modellere nogle apostelfigurer i mindre målestok, en af dem, Thaddæus, gjorde han endog færdig i fuldt mål. Imidlertid rejste Thorvaldsen i årene 1819-20 til Danmark, overladende bestyrelsen af sine værksteder til sine to ypperste medhjælpere, Pietro Tenerani og Freund under Thorvaldsens forhandlinger i København med kommissionen for kirkebygningen gled bestillingen på apostlene atter over til ham, dog vel at mærke som et led af den store cyklus af kristelig plastik, der senere blev udført til Frue Kirke, og som netop ved sin storartede sammenhæng, som værk af en enkelt kunstner, blev en af de mærkeligste begivenheder i skulpturens nyere historie. Når man ser sagen fra denne side, vil man betænke sig på at anklage Thorvaldsen for at have givet anledning til, at en bestilling blev frataget Freund, hvor meget end denne i økonomisk henseende havde den nødig. Alligevel følte Thorvaldsen sig meget trykket ved sagen lige over for sin yngre ven, og han glemte heller ikke, at han skyldte ham at skaffe ham erstatning ved andre bestillinger og inderlige anbefalinger. Han udvirkede virkelig tilsagn fra slotsbygningskommissionen om en hel række arbejder for Freund; men skønt kommissionen gav meget formelle erklæringer, synes man langt mere at have tænkt på at berolige Thorvaldsens samvittighed i øjeblikket end på at indfri løfterne til Freund i tidens løb. Freund følte sig som ”en mand, der har lidt skibbrud”. I et fortroligt brev skriver han: «Hvor meget har ikke den hele Sag sat mig tilbage, og hvilket Forhold til Thorvaldsen og Kunstnerne! Jeg forholder mig aldeles lidende. -- Jeg må binde mit lille, men kraftige Fartøj til Thorvaldsens store og lade drive -- hvorhen og hvortil, det må Gud vide!»

## Kampen om Retten
Som erstatning for de 12 apostle skulle Freund blandt andet udføre 4 evangelister til Slotskirken. Det eneste, som kom ud deraf, var en statue af Lucas (1825); den hører ikke til de værker, i hvilke hans originale begavelse bryder kraftig frem, men vidner i alt fald om stor plastisk dannelse. Da den blev sendt hjem, blev den under et dårligt påskud magasineret indtil efter Freunds død og ligeledes først betalt -- med halvdelen af prisen -- til hans enke. Om man end noget mere end Freunds søn og biograf har øje for de vanskeligheder, som disse kommissioner havde at kæmpe med, der skulle tilvejebringe store førsterangs pragtbygninger under nødstilstand eller ebbe i statskassen, så må deres, og det vil da egentlig sige: C.F. Hansens, færd imod Freund i flere tilfælde kaldes aldeles uforsvarlig. Efter Freunds død undskyldte Hansen sig offentlig med kunstnerens vedblivende tavshed om sagen og overdrevne delikatesse. Om Hansen just dermed er undskyldt, er rigtignok tvivlsomt; men i hvert fald rammer han et karakteristisk træk hos Freund, som altid mødte uret og krænkelser med tavshed, skønt han vel en gang imellem havde skyldt sig selv at tage sig kraftig til rette. Det, som man senere har kaldt Kampen om Retten, indlod han sig aldrig på: han led under en vis stolt tilbageholdenhed, og desuden går det vistnok hyppig således med mennesker, hvis indre liv er stærkt optaget af tanker og ideer, at de betragter kævl om pengesager og verdslige vanskeligheder som en indrømmelse til de fjendtlige magter, der griber forstyrrende ind i deres ånds fredede helligdom.

## Hyrden Freund
Også i forholdet til Thorvaldsen iagttog Freund tavshed, så snart som der viste sig skyer i horisonten. Han tav da ikke alene for sin egen skyld, men også for mesterens, hvem han for alt i verden ikke ville forstyrre i hans idéverden. Den havde i Freund selv den varmeste beundrer, og i den var allerede hele Europa interesseret. Om hvad der hørte den til, talte de gerne og fortrolig med hinanden; endog til Thorvaldsens inderste tanker over de højeste opgaver i kunsten havde Freund adgang; således klarede Kristusstatuens motiv sig for Thorvaldsen under en samtale med hans yngre ven. Overhovedet har Thorvaldsen måske i hele sin manddomsalder ikke følt sig knyttet så nær til noget menneske som til Freund; men det lå nu en gang ikke i hans kølige natur at knytte sig meget inderlig til noget andet menneske: også deraf kunde jo komme forstyrrelser. For Freund gik det snart op, hvor vanskeligt det faldt hans kære mester «et eneste Øjeblik at glemme sig selv» og tænke sig i en andens sted. Thorvaldsen havde allerede til fuldkommenhed indøvet den kunst at lade denne verdens sorger så vidt muligt glide over på sine beundrende omgivelser: og hvem kunde han stole bedre på end den trofaste, nidkære Freund? Der var på hin tid endnu noget naivt i forholdet mellem mester og elev, noget, som mindede om håndværkerstanden, som jo desuden både Thorvaldsen og Freund oprindelig vare gåede ud fra. Deraf fulgte for Freund en hel mængde udenoms- og indenomsforretning med tilsyn og omvisning, indpakning, forsendelse, regnskabsføring, ja endog forretningsrejser; og alt det stjal en urimelig mængde af hans tid og indbragte ham knap engang tak; thi det var vel noget, som nødvendig måtte gøres, men helst ligesom, ved usynlige kræfter, der ikke måtte tiltrække sig mesterens opmærksomhed. Freund led dybt derved, netop fordi der i ham selv boede store evner til selvstændig produktion. Jeg vogtede den riges Hjord, hedder det i et brev fra 1822, medens min egen brægede af Hunger i Stalden, og mangen Gang, når en jublende Mængde omgav den Hjord, jeg vogtede, hørte jeg ikke dens Støj for Lyden, som Ekkoet bragte fra Stalden, hvor min Hjord sultede.
Det hører til de skønne følger, som et geni og et eksempel som Thorvaldsens drage efter sig, at ædle, beslægtede kræfter kaldes frem til liv og håb. Men de nye spirer trives ikke i skyggen af den mægtige trækrone. Verden er aldeles ikke forberedt på at honorere deres krav til plads, til virksomhed og lykke. Mest går det ud over den stores nærmeste efterfølger.

## Nordisk mytologi
Et fingerpeg uden fra førte imidlertid Freund til hans held ind på en helt ny bane. Det kom mærkelig nok fra en forretningsmand, en Finansdeputeret, nemlig den kloge og kraftige Jonas Collin, hvem Danmarks åndsliv på hin tid skylder så meget; han kendte Freund fra hans tidligere virksomhed ved Mønten og vedblev altid at være ham en tro og virksom ven. Han foreslog Freund allerede ved et brev fra oktober 1820 at forsøge sig på behandling af nordisk mytologi, og han lod det ikke blive ved ord; han sluttede sig sammen med nogle ansete kunstnere i Danmark og fik udsat præmier for kunstneriske fremstillinger af nordisk mytologi. Til Freund sendte han foruden indbydelsen til denne konkurrence også Finn Magnusens oversættelse af den ældre Edda og Oehlenschlägers den gang nye Nordens Guder. Freund modtog opfordringen med nogen ængstelighed, men dog med største interesse og tænkte grundig over den; da han fordybede sig i de tilsendte bøger, fængede de snart i hans fantasi, så at han så den ene herlige opgave for sig efter den anden. Her er det store øjeblik i hans kunstnerliv. Vel var Nordens gude- og helteverden langtfra noget ubetrådt felt for kunsten; men intet forsøg havde ret slået igennem. Og navnlig for skulpturen var opgaven ny; den var bragt i forslag for Thorvaldsen, men det lå mere for ham at give kunstens gamle opgaver en fuldendt løsning end at bryde ny malm for den. Det nye ved denne sag drog netop Freund mægtig til den. Da han var færdig med sine konkurrenceskitser i foråret 1822, skrev han til sin broder: Den Tid, jeg har været her, har jeg så godt som krøbet på alle fire; i den senere Tid har jeg begyndt at rejse mig og stå på mine egne Ben og se mig om efter andre og blive set, og det lader, som jeg er et halvt Hoved højere end alle de andre -- lang nok er jeg, ikke sandt, Broder? Han havde tidligere fantaseret om at eje 10 000 stykker, især for at få eget værksted, medens han nu måtte putte sine ting omkring i krogene hos Thorvaldsen. Nu véd han nøjere, hvad han ville med pengene: han ville "stikke dem alle sammen i Nordens Guder". -- Hvilken herlig Jordbund der så var givet mig til Dyrkning, lige så god som hin Grækernes første Jordbund, de fik til Låns hos Ægypterne, og som har båret Sådanne guddommelige Frugter! Hvor jeg skulde stå tidlig op! --. Brevet slutter med hentydninger til dem, som tro at have forpagtet Kunsten ene af Vorherre; men Vorherre er ingen Herremand, som forpagter Jorden bort». -- Ja, Freund havde virkelig rejst sig og drog Vejret dybt og stolt. Da den tyske kunsthistoriker L. Schorn 1823 gjorde hans bekendtskab i Rom, viste og forklarede Freund ham med særlig forkærlighed sine udkast af nordiske emner; «hans ligefremme, åbne Væsen udfoldede sig da til stor Elskværdighed, og hans ædle nordiske Skikkelse syntes højere og mere helteagtig, medens han talte om Eddaens Guder og Helte.
Freund vandt de udsatte præmier for billedhuggere ved nogle statueskitser af nordiske guder, af hvilke Odin senere blev omhyggelig, skønt noget tørt, udført i bronze i lille målestok; nogle af figurerne kendes nu kun gennem yderst mådelige kobberstik af S. H. Petersen. Han fik også præmie for en reliefskitse af Mimer og Balder, der udspørger nornerne. Men hans ideer gik langt videre; han ville gøre en frise, hvori Handlinger og Situationer af alle Nordens Guder, Alfer, Vaner, Dværge, Muspels Sønner, Hel og Mennesker skulle gribe ind i hverandre som Leddene af en Kæde uden Ende. Da der dog for ethvert menneskeværk må sættes et punktum, anslog han frisens længde til det 4 dobbelte af Thorvaldsens Alexander den Stores indtog i Babylon. Når et sådant værk skulde finde en plads i den virkelige verden, måtte det nærmest være i det nye Christiansborg; derom forhandlede Collin på Freunds vegne med slotsbygningskommissionen, som heller ikke var uvillig til at gå ind på sagen, men ikke uden føje nedsatte det af Freund opgivne mål stærkt til en femtedel, hvilket atter foranledigede Freund til at begrænse emnet til Ragnarokmyten, hvad der vel ikke er grund til at klage over.

## Ragnarokfrisen
Ragnarokfrisen som Freund modellerede skitsen til i 1825-26, blev hans hovedværk og et af de sjældne storværker af dansk kunst. Det er en guldgrube af energisk og genial fantasi. For at forstå kompositionens kunstneriske karakter rigtigt må man mindes, at det hele oprindeligt er blevet til, ved at enkelte mytologiske billeder er kædet sammen. Medens Thorvaldsens Alexander den Stores indtog i Babylon er som en fyldig, jævnt rindende strøm af strålende skønhed i det klare dagslys, virker Freunds ragnarok mere som en række stærke glimt over nattens og tusmørkets gåder. Freund følte sig i det hele taget tiltrukket af mysteriets verden, og om hans Stil end i det hele er dannet over den ældre, strengere græske, følte han sig ikke afskrækket fra at smelte træk ind i den, som fra et rent klassisk synspunkt må kaldes barbariske og barokke, når der blot var en kraftig smag af det primitive, umenneskelige ved dem. Således frembyder Frisen en rig, ligesom mangefarvet afveksling: der er Valhals ædle skikkelser, som hist og her unægtelig vise slægtskab med græske guder, Ejnherjerne, som minde om oldtidens nordeuropæiske folk, som de er afbildede på romerske monumenter, de vældige rå jætteskikkelser, puslingerne i fjeldet og Muspels sønner, der komme fra syd, og som derfor have fået skikkelse af negre; der er mange forskellige dyr og fantastiske uhyrer, lindorme, griffer. Der er udtryk for en vild tragisk patos, afvekslende med træk af en frisk og uberørt ynde, endog af lune, og motiver af en storladen, drømmerisk symbolik. Til de ypperste enkeltheder hører den djærve, nøgne Thor, der svinger sin hammer mod Midgårdsormen, og den snigende Loke med det skadefro Smil over det fede, skægløse ansigt, listende sig frem som fører for jætterne; gruppen af vanernes møer med deres vandkrukker, der klynge sig sammen i luften som en regnsky, og frem for alt den hemmelighedsfulde surt, der med blaseret magelighed knap nok rejser sig fra sin liggende stilling og uden at fjerne hovedbeklædningen, der hænger ned over hans ansigt, udstrækker sit flammesværd med bud til de sorte skarer om at stikke verden i brand: det er som en anelse om den kommende nihilisme. -- At Freunds forståelse af Edda på visse punkter kan være vildledt af Finn Magnusens lærde noter og af Oehlenschlägers udmalinger, er vistnok sandt; hvorvidt hans værk for øvrigt -- objektivt og videnskabelig -- svarer til den ægte nordiske mytologi, er egentlig et spørgsmål uden bund, fordi billeder af en fuldt udviklet Kunst overhovedet umulig kunne dække en fantasi som Eddaens, hvis væsen netop er, at den ikke har gennemgået nogen kunstnerisk udvikling. senere er andre kunstnere gåede videre i retning af at bygge skildringen af Nordens gudeverden på et nøjagtigt kendskab til de gamle nordboers virkelige liv; men endnu er ingen nået til at give en så ægte mytologisk mytologi som Freund et senere fundet hovedværk af antik kunst, den store frise af guders og giganters kamp fra Pergamum, frembyder adskillige sammenligningspunkter med Ragnarokfrisen; hvilke fortrin det græske værk end ellers kan have, så overgår det bestemt ikke Freunds i mytologisk alvor.
Men over iværksættelsen af dette store foretagende hvilede Freunds og Christiansborg Slots onde stjerner. Han selv nåede kun at få et enkelt parti modelleret færdigt; resten blev udført af andre; ved Christiansborgs brand 1884 gik det hele til grunde. Den bedste oplysning om det har man nu i de af Henrik Olrik efter den originale skitse udførte, af kunstforeningen i København udgivne omridstegninger med tekst af Høyen.
Fra Danmark krævede man Freunds hjemkomst: den nordiske frise burde gøres færdig i Norden. Selv ville han såre nødig forlade Italien, især for den antikke kunsts skyld, som han havde fordybet sig i og vundet et alsidigt og grundigt kendskab til. Med sine små midler havde han samlet smukke ting; hans forestillinger om antikken vare i mange henseender nøjagtigere og mere fremskredne end Thorvaldsens. Freund hørte til de første, som ret indså betydningen af farvens anvendelse i den antikke plastik og bygningskunst; han gjorde også senere nogle forsøg i polykrom skulptur. de arkæologiske interesser delte han med Brøndsted og med Prins Christian Frederik (senere Christian 8.), som han begge havde lært at kende i Italien; Prinsen viste ham venlighed i alle hans anliggender, men lagde til gengæld beslag på meget af hans fid. Nærmest sluttede Freund sig til J. M. Wagner og senere til Herman Wilhelm Bissen, som 1825 kom til Rom; med Bissen gjorde han i foråret 1827 en vandring til fods gennem Syditalien og Sicilien, hvor de to kunstnere ret i frihed møder landets og oldtidskunstens skønhed. Des mindre behagelig blev tilbagekomsten til Rom. Medens Freunds tid for største delen blev optaget af indpakning og forsendelse af Thorvaldsens sager, måtte han fra mesterens side tåle ting, som han selv opfattede som krænkelser og beviser på kold egoisme og utaknemmelighed. Freund havde ikke længer tro til Thorvaldsens sindelag imod ham. Men over for Wagner udtalte Thorvaldsen dog sin sorg over, at Freund skilte sig fra ham, og påstod, at alt kunne have været bedre, hvis Freund ikke havde tiet, men udtalt sig frit og åbent; og Wagner, der selv ellers ikke havde for god tro til Thorvaldsen, fik det indtryk, at han her mente det alvorlig. Et bedre forhold mellem de to danske billedhuggere groede efterhånden atter op.

## Fodturen hjem
Mod slutningen af 1827 forlod Freund endelig Rom. Fra Firenze af gik han hele den øvrige vej til Danmark på sin fod lig en rejsende håndværkssvend, men førte dog i sin ransel noget med sig, som man ikke finder i en håndværkssvends, nemlig en udvalgt skat af skønne græske mønter, det kæreste for ham af alt, hvad han havde samlet i Italien. Han skyede ikke de lange veje. Vandringen gik først til Paris, der fra over Strasbourg til München og så mod nord over Dresden og Berlin til Danmark, hvor han ankom sent på efteråret 1828. Men rejsen skal have medført en legemlig overanstrengelse, der fremskyndede hans død.

## Erindring fra et bedre Sted
Skønt han fandt de kunstneriske forhold i Danmark at være et så dårligt bytte mod de romerske, at han følte sig stærkt fristet til at vende tilbage igen til Italien, skulle han dog nu have sin plads anvist i vor lille kunstverden. Han blev så snart som muligt valgt til medlem af Akademiet, som medlemsarbejde udførte han en siddende Thor; i oktober 1829 valgtes han også til professor ved modelskolen. Værksteder og bolig fik han anvist i Materialgården ved Frederiksholms Kanal, og til indretningen af den foreløbig ubrugelige bolig anvistes der ham et ret klækkeligt beløb. Dette benyttede Freund til en dekoration og udstyrelse af boligen, som fik en mærkelig plads i vor kunsts historie. Han var kommet fra Italien ligesom helt ladet med studier af antik dekoration og kunsthåndværk; han havde i Pompeji set, hvorledes kunsten i oldtiden gennemtrængte alt, hvad der hører livet til, det mindste som det største. Og dette var for ham blevet en religion, som han viede sit hjertes ild. Nu, da det gjaldt om hans egen bolig og arne, ville han virkeliggøre sine idealer; pragt og luksus lod han gerne fare; men enhver flade skulde smykkes, ethvert møbel og redskab skulde have sin sindrige og skønne form, i overensstemmelse med brug og hensigt. Han tog selv hånd i alt slags arbejde og skaffede sig også yngre medhjælpere, der her fik deres kunstneriske indvielse under Freunds ledelse, således dekorationsmaleren Georg Christian Hilker. Freund havde desuden sine særegne hensigter med indretningen af sit hjem: da var det færdigt, førte han som sin brud der til sin kvindelige slægtning Amalie Elisabeth v. Würden, en datter af den morbroder, i hvis hus han havde fundet sit første hjem i København, og med hende levede han i et lykkeligt ægteskab. Alligevel havde han, karakteristisk nok, givet sit nye hjem det navn: Erindring fra et bedre Sted, i det han tænkte på Italien, der for ham og mange samtidige dog stod som kunstens eneste virkelige hjem. Men da kunsten i Norden i det hele ikke kan grundlægges på en så alvorsfuld betragtning, men har sine egne krav at fyldestgøre, fik Freunds foretagende heller ikke den praktiske betydning for vort privatlivs kunst, som det ellers ved sit indre værd fortjente at have. "Pompejanske" dekorationer var vel almindelige nok, men kun i det indre af Thorvaldsens Museum fik den sydlandske udsmykning en fuldt berettiget plads. Men den ville ikke have kunnet gennemføres så ypperlig i museet, hvis ikke Freunds foretagende var gået forud. Til nogen produktion i større stil i billedhuggerkunsten var forholdene i Danmark ikke; desuden havde Freund hverken legemlig eller åndelig ganske den samme friskhed som tidligere. Under den evindelige, smålige modgang, han mødte, blev selv hans iver for Ragnarokfrisen noget slappet. Dog var han ingenlunde uvirksom, han frembragte endog et ret betydeligt antal af mindre værker, deriblandt meget ypperligt, hvoraf vi her kun kunne minde om enkelte vigtige ting som portrætbusterne af Collin og C.F. Hansen, springvandsgruppen af Drengen med svanen originalen (1837) i Kongens Have, og som kopi (1914) på havnen i Svendborg, et dejligt udkast til en medalje i anledning af Frederik 6’s død, de mesterlige minderelieffer over biskop F. Münter og professor Jens Møller i Frue Kirkes omgang. Især udgik der fra hans hånd og værksted en mængde gravmæler i græsk stil, som hyppigt minde om de gamle gravmæler fra Athen med deres etisk skønne billeder af familielivet. Ved mange opgaver, der vedkom kunsten, indrømmede man nu gerne Freund en ledende plads, da man endelig havde fået øjet op for, hvilken mærkelig og selvstændig kunstner man havde i ham. Også i Danmark blev meget af hans tid optaget af Thorvaldsens anliggender: havde han i Rom måttet sørge for afsendelsen af mesterens værker, så måtte han her sørge for modtagelse, opstilling og deslige. Han udførte alle sådanne hverv med stor ivrighed for den gode sag; han var en af hovedmændene ved tilvejebringelsen af Thorvaldsens Museum; og når han på de farvede billeder uden på museet blev fremstillet som den, der forrest blandt Thorvaldsens danske venner iler ham i møde ved hans hjemkomst til fædrelandet, så indeholder billedet intet andet end den historiske sandhed.

## Skudsmål og eftermæle
Men fra hans 50. år at regne var hans legemlige kraft allerede meget nedbrudt, og 30. juni 1840 bukkede han under for en hjertesygdom. Mindet om hans personlighed er bevaret i gode portrætter (især et maleri af Christen Købke og en buste af Bissen). Freund var (ligesom mange af de skikkelser, han fremstillede) høj og lang, hovedet var lille, hår og øjne brune, hans blik og miner og hele væsen vare gennemlyste af sindets renhed og prægede på én gang af alvorlig tænksomhed og af varme lune. Der har næppe været nogen kunstner i Danmark, hvis menneskelige karakter har vakt så stor hengivenhed og så fuldkommen tillid som Freund; derom giver hans samtidiges Udtalelser det ene vidnesbyrd efter det andet: den gjæve Freund (Thiele); en grundærlig, solid og mandig tænkemåde og adfærd, der gør ham elskelig for alle de Landsmænd, han omgås (Brøndsted); der zutrauliche, biedere, kernhafte, ernstheitere Mann (Schorn) m. m. En sådan kunstnerånd, båret af en sådan personlighed, har udøvet en overordentlig adlende og udviklende indflydelse på sine omgivelser, fra mænd som H.W. Bissen, N.L. Høyen, M.G. Bindesbøll, Georg Hilker, Chr. Christensen, Harald Conradsen osv. til mangen tekniker og håndværker, hvis navn ikke mindes i videre kredse. Men Freunds væsen kan næppe ganske tages til indtægt for den danske nationalitet, hvor fuldt og helt han end sluttede sig til den. Hans tyske herkomst fornemmes i hans kunst og navnlig i hans brevstil, der hyppig har et vist patetisk sving, en gang imellem vel endog noget højtravende ("überschwänglich"), som ikke ligner dansk udtryksmåde. Dog vidner hans breve også om en højst elskværdig karakter.
Freunds eneste søn, Victor Freund (1836 – 1881), som fra barndommen af bar på et svageligt helbred, der ikke lovede noget langt liv, satte sig tidlig den livsopgave at skrive faderens biografi og at oplyse alt, hvad han havde måttet lide fra slotsbygningskommissionens side. Hans afhandling om det sidstnævnte emne blev af en berømt jurist træffende betegnet som Blodhævn: den kaster derved et lys tilbage over den tradition, der fra Freund gik i arv til hans nærmeste, og som vistnok ikke råbte om hævn, men dog indeholdt en smertelig klage over tab af dyrebar tid og kraft.

## Reference
1. ↑  Ragnaröksfrisen
2. ↑  "svendborg-skulpturguide.dk". Arkiveret fra originalen 6. marts 2016. Hentet 8. august 2013.